# Surinaams Standaarden Bureau
Het Surinaams Standaarden Bureau (SSB) is de overheidsinstantie die de standaarden in Suriname reguleert.
Het Surinaams Standaarden Bureau (SSB) werd in 2006 ingesteld als implementatie van de Standaardenwet uit 2004.  Hierop werd in 2012 nog een wijziging doorgevoerd. De Standaardenwet is hierna op 2 april 2012 via resolutie (S.B. 2012 no 66) in werking getreden.  De opening vond officieel plaats op 15 oktober 2007 in de Havenlaan 1, in een pand van het toenmalige Ministerie van Handel, Industrie en Toerisme. De minister stelt om de 3 jaar (art. 6 lid 7, wet SSB) een nieuw bestuur aan, bestaande uit ten hoogste 11 leden (en 11 vervangers, die alleen bij ontstentenis van een bestuurslid invallen, zij behoren dus niet tot het bestuur).
Het doel van het bureau is te zorgen voor een infrastructuur voor standaarden in het land om de economie te bevorderen, het milieu te beschermen en te zorgen voor de veiligheid en gezondheid van de burgers. Voorbeelden zijn de introductie van het keurmerk 'Made in Suriname', de introductie van een nationale standaard voor toeristische accommodaties, een nationale standaard voor klantvriendelijkheid en -gerichtheid, een standaard voor halalvoedsel en de ontwikkeling van een e-identiteitskaart. In 2022 werden de National Quality Awards (NQA) voor het eerst uitgereikt. Dit was een initiatief van de SBB met de CROSQ (Caricom Regional Organisation for Standards and Quality).
Het SBB is het nationale instituut voor:
- ontwikkeling, bevordering en onderhoud van standaarden en technische voorschriften;
- certificering van goederen en werkwijzen;
- metrologie;
- accreditatie van laboratoria;
- informatieverlening voor de Wereldhandelsorganisatie (Technical barriers to trade / TBT's) en de ACP-EU.